# Новосафоновский
Новосафоновский — посёлок в Прокопьевском районе Кемеровской области. Является административным центром Сафоновского сельского поселения.

## География
Центральная часть населённого пункта расположена на высоте 396 метров над уровнем моря.

## История
Основан в 1965 году в связи со строительством Сафоновской птицефабрики согласно приказу № 203 Минсельхоз РСФСР от 25 августа 1965 года как посёлок Птицефабрика. В 1967 году птицефабрика была официально принята в эксплуатацию. Указом Президиума ВС РСФСР от 31 января 1975 года посёлок был переименован в Новосафоновский по близлежащему селу Сафоново. Практически вся история связана с птицефабрикой.

## Население
| 2010 |
| ---- |
| 1468 |

## Экономика
- Птицефабрика[2]